# Wierzbica (gmina w województwie mazowieckim)

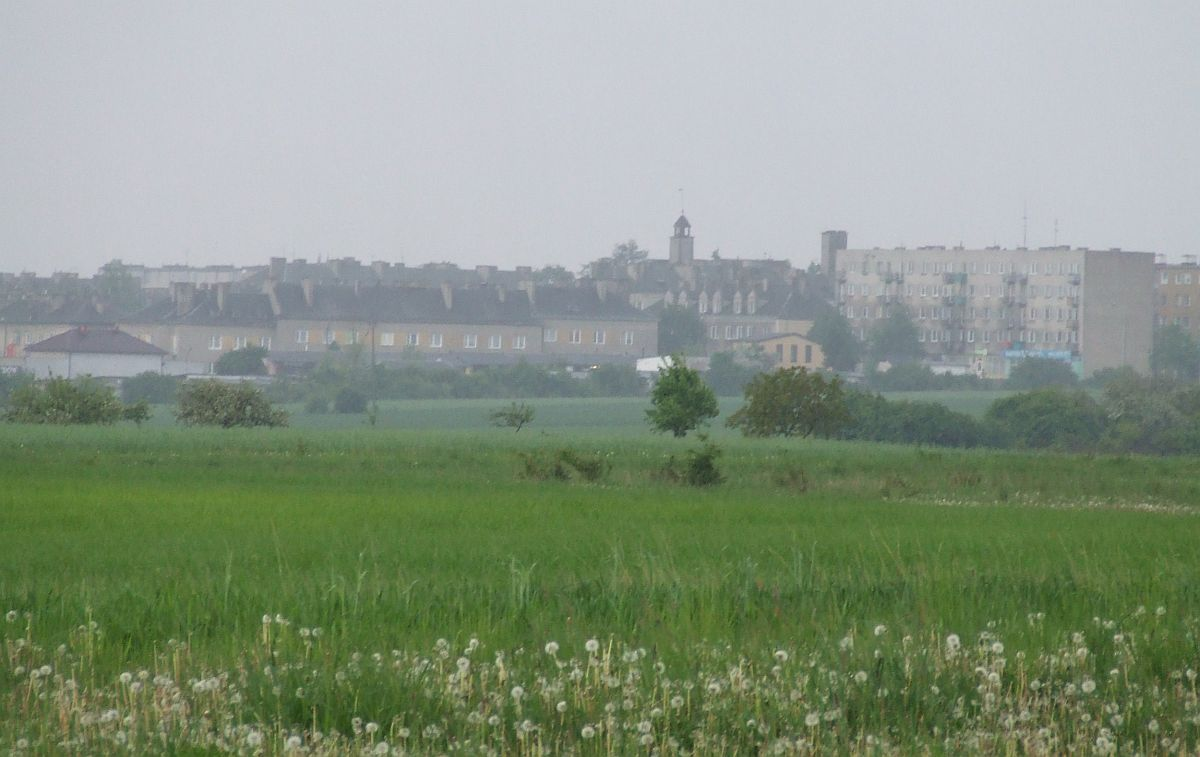
Panorama Wierzbicy od południa

Wierzbica – gmina wiejska w województwie mazowieckim, w powiecie radomskim. W latach 1975–1998 gmina położona była w województwie radomskim.
Siedziba gminy to Wierzbica.
Według danych z 31 grudnia 2009 gminę zamieszkiwały 10 061 osób.
W Wierzbicy działa Gminny Ośrodek Kultury.

## Struktura powierzchni
Według danych z roku 2002 gmina Wierzbica ma obszar 93,97 km², w tym:
- użytki rolne: 90%
- użytki leśne: 2%

Gmina stanowi 6,14% powierzchni powiatu.

## Demografia

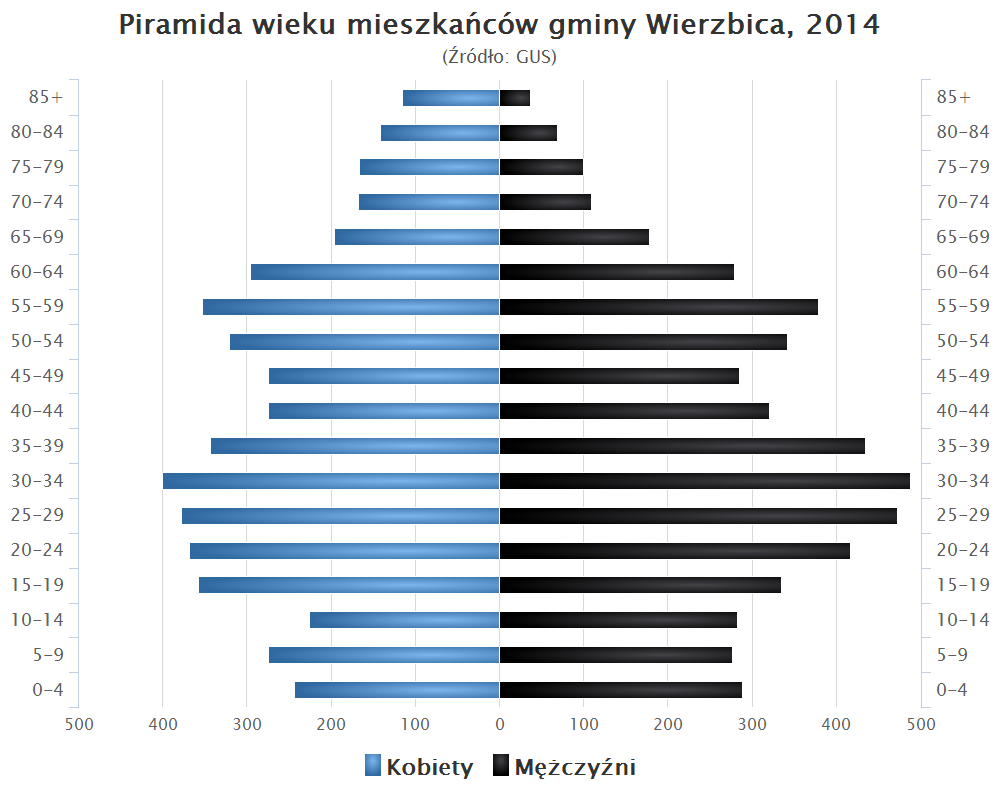
Piramida wieku mieszkańców gminy Wierzbica w 2014 roku

Dane z 31 grudnia 2009:
| Opis                              | Ogółem | Ogółem | Kobiety | Kobiety | Mężczyźni | Mężczyźni |
| --------------------------------- | ------ | ------ | ------- | ------- | --------- | --------- |
| jednostka                         | osób   | %      | osób    | %       | osób      | %         |
| populacja                         | 10 061 | 100    | 4953    | 49,2    | 5108      | 50,8      |
| gęstość zaludnienia (mieszk./km²) | 107,1  | 107,1  | 52,7    | 52,7    | 54,4      | 54,4      |

## Sołectwa
Błędów, Dąbrówka Warszawska, Łączany, Podgórki, Polany, Polany-Kolonia, Pomorzany, Pomorzany-Kolonia, Ruda Wielka, Rzeczków, Stanisławów, Suliszka, Wierzbica, Wierzbica-Kolonia, Wierzbica Osiedle, Zalesice, Zalesice-Kolonia.
Miejscowość bez statusu sołectwa: Rzeczków-Kolonia.

## Sąsiednie gminy
Iłża, Jastrząb, Kowala, Mirów, Mirzec, Orońsko, Skaryszew